# Moses Hayden
Moses Hayden (* 1786 bei Westfield, Massachusetts; † 13. Februar 1830 in Albany, New York) war ein US-amerikanischer Jurist und Politiker. Zwischen 1823 und 1827 vertrat er den Bundesstaat New York im US-Repräsentantenhaus.

## Werdegang
Moses Hayden wurde ungefähr drei Jahre nach dem Ende des Unabhängigkeitskrieges im Hampden County geboren. Er schloss seine Vorstudien ab. 1804 graduierte er am Williams College in Williamstown (Massachusetts). Er studierte Jura. Nach dem Erhalt seiner Zulassung als Anwalt begann er in York im Livingston County zu praktizieren. Zwischen 1821 und 1823 war er der erste Richter am Court of Common Pleas im Livingston County.
Als Folge einer Zersplitterung der Demokratisch-Republikanischen Partei vor und während der Präsidentschaft von John Quincy Adams (1825–1829) schloss er sich der Adams-Clay-Fraktion an. Bei den Kongresswahlen des Jahres 1822 für den 18. Kongress wurde Hayden im 27. Wahlbezirk von New York in das US-Repräsentantenhaus in Washington, D.C. gewählt, wo er am 4. März 1823 als erster Vertreter des 27. Distrikts von New York im US-Repräsentantenhaus seinen Dienst antrat. Er schloss sich der Adams-Fraktion an. 1824 kandidierte er erfolgreich für den 19. Kongress. Er schied dann nach dem 3. März 1827 aus dem Kongress aus.
Man wählte ihn in den Senat von New York, wo er vom 6. Januar 1829 bis zu seinem Tod am 13. Februar 1830 in Albany saß. Sein Leichnam wurde dann auf dem Mount Pleasant Cemetery in York bei Fowlerville beigesetzt.